# Världsmästerskapen i judo 2011
Världsmästerskapen i friidrott 2011 arrangerades i Paris i Frankrike mellan den 23 augusti och den 27 augusti 2011. 

## Medaljörer

### Damer
| Gren                    | Guld                  | Silver              | Brons                     |
| Extra lättvikt (48 kg)  | Haruna Asami (JPN)    | Tomoko Fukumi (JPN) | Éva Csernoviczki (HUN)    |
| Extra lättvikt (48 kg)  | Haruna Asami (JPN)    | Tomoko Fukumi (JPN) | Sarah Menezes (BRA)       |
| Halv lättvikt (52 kg)   | Misato Nakamura (JPN) | Yuka Nishida (JPN)  | Ana Carrascosa (ESP)      |
| Halv lättvikt (52 kg)   | Misato Nakamura (JPN) | Yuka Nishida (JPN)  | Andreea Chițu (ROU)       |
| Lättvikt (57 kg)        | Aiko Sato (JPN)       | Rafaela Silva (BRA) | Corina Căprioriu (ROU)    |
| Lättvikt (57 kg)        | Aiko Sato (JPN)       | Rafaela Silva (BRA) | Kaori Matsumoto (JPN)     |
| Halv mellanvikt (63 kg) | Gévrise Émane (FRA)   | Yoshie Ueno (JPN)   | Anicka van Emden (NED)    |
| Halv mellanvikt (63 kg) | Gévrise Émane (FRA)   | Yoshie Ueno (JPN)   | Urška Žolnir (SLO)        |
| Mellanvikt (70 kg)      | Lucie Décosse (FRA)   | Edith Bosch (NED)   | Yoriko Kunihara (JPN)     |
| Mellanvikt (70 kg)      | Lucie Décosse (FRA)   | Edith Bosch (NED)   | Anett Mészáros (HUN)      |
| Halv tungvikt (78 kg)   | Audrey Tcheuméo (FRA) | Akari Ogata (JPN)   | Kayla Harrison (USA)      |
| Halv tungvikt (78 kg)   | Audrey Tcheuméo (FRA) | Akari Ogata (JPN)   | Mayra Aguiar (BRA)        |
| Tungvikt (+78 kg)       | Tong Wen (CHN)        | Qin Qian (CHN)      | Mika Sugimoto (JPN)       |
| Tungvikt (+78 kg)       | Tong Wen (CHN)        | Qin Qian (CHN)      | Jelena Ivasjtsjenko (RUS) |
| Lag                     | Frankrike             | Japan               | Tyskland                  |
| Lag                     | Frankrike             | Japan               | Kuba                      |